# Десни центар
Политике десног центра, центра-деснице или умерене деснице означавају скуп десничарске политичке идеологије које су ближе политичком центру. Десни центар је уобичајено асоциран са конзерватизмом, хришћанској демократији, либералном конзерватизму и конзервативном либерализму. Конзервативне и либералне странке десног центра су били успешнији у англосфери, док је хришћанска демократија била основна идеологија десног центра у Европи.
Десни центар уобичајено подржава идеје као што су мала влада, закон и ред, слобода вероисповести и јака национална безбедност. Десни центар се противио радикалним политикама, редистрибутивним политикама, мултикултурализмом, имиграцији и ЛГБТ права. У економији, десни центар подржава слободну трговину и социјалну трговинску економију, а уобичајене економске позиције десног центра су такође трговински либерализам и неолиберализам. Десни центар типично тражи за очување културног и социоекономског статус квоа и верује да промене морају бити имплементиране постепено.

## Идеологије
Десни центар је хетероген и обухвата више различитих идеологија. Странке и коалиције десног центра традиционално се схватају као подељене у засебне фракције у зависности од њихових приоритета: економске, социјалне и културне. Њих уједињује њихово противљење левичарској политици.